# Kungsbergs kungsgård

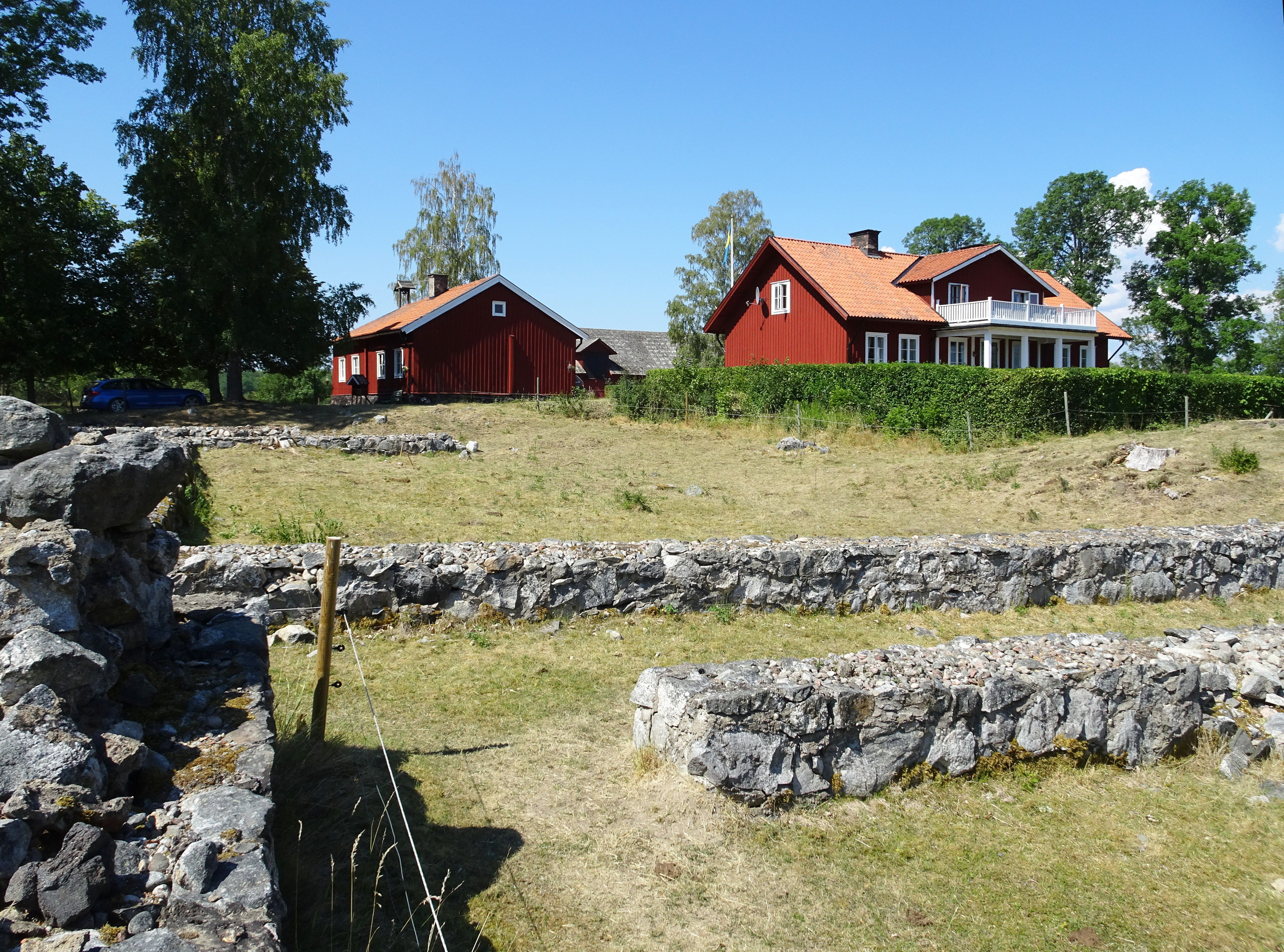
Kungsbergs mangård med Vårfruberga klosterruin i förgrunden, juli 2018.

Kungsbergs kungsgård är en tidigare kungsgård och ett gods som ligger cirka tio kilometer nordväst om Strängnäs i Fogdö socken i Södermanlands län. Intill gårdens huvudbyggnad finns Vårfruberga klosterruin. Kungsbergs kungsgård ägs och förvaltas av Statens fastighetsverk som arrenderar ut byggnader och jordbruk.

## Historik

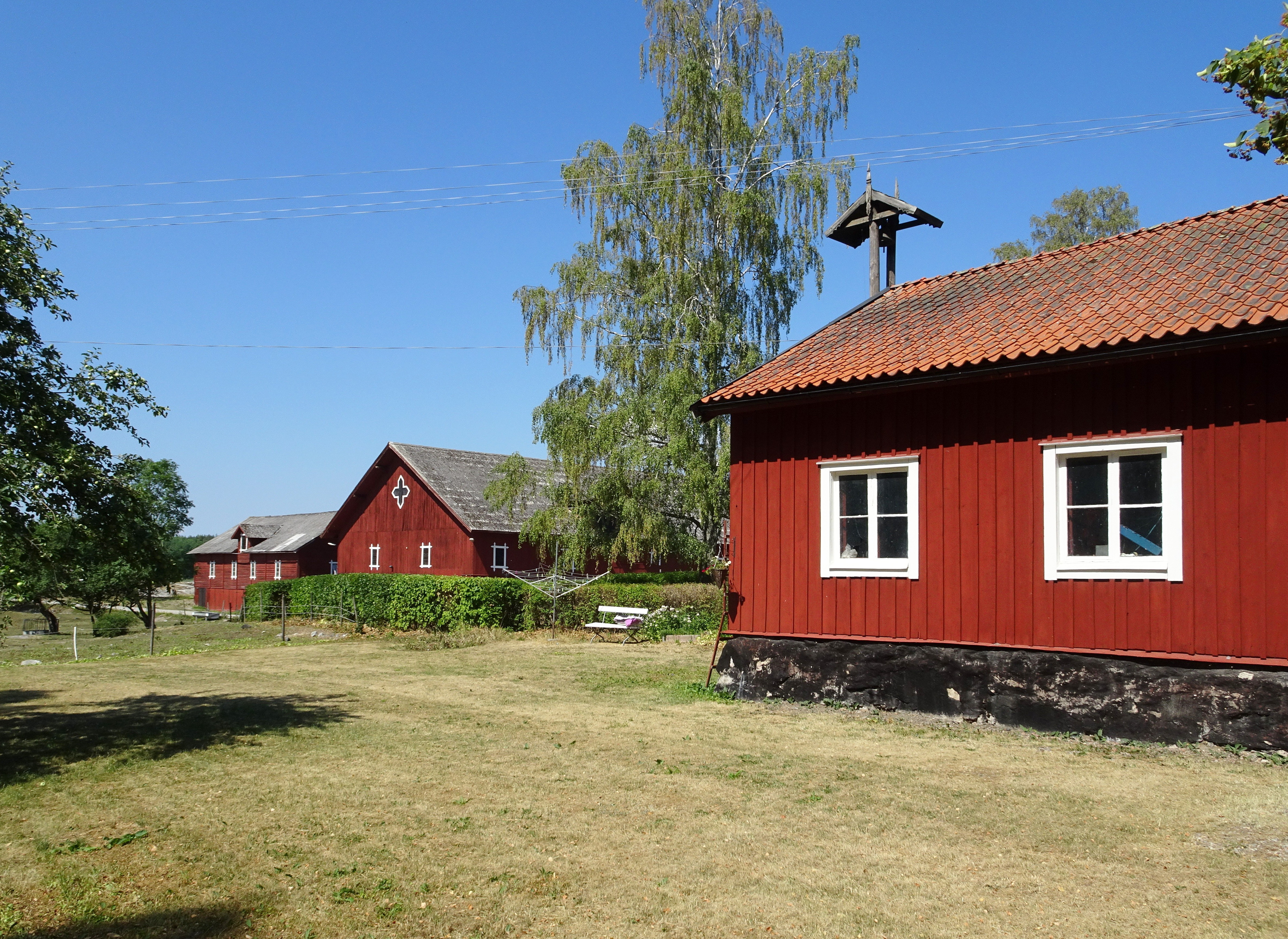
Kungsberg gårds södra flygel och ekonomibyggnader.

Platsen var bebodd ända sedan järnåldern. Efter 1233 låg ett cistercienserkloster vid Fogdö kyrka och kallades då Fogdö kloster. I samband med flytten till dagens Kungsberg ändrades namnet till Vårfruberga kloster. I samband med reformationen hamnade Vårfruberga kloster i Gustav Vasas ägo. Själva klostret revs medan gården, som var en del av klostret, kom på 1560-talet att kallas Kungsberg och blev kungsgård. Egendomen förlänades till en rad adelsmän, bland dem Axel Oxenstierna. Gustav Vasa besökte Kungsberg ett flertal gånger. 1623 såldes gården men kom på 1680-talet genom Karl XI:s reduktion åter i kronans ägo. Gården har sedan dess arrenderats ut för jordbruk.

## Gården idag
Dagens huvudbyggnad med två flyglar härrör troligen från 1700-talet. Intill gården finns spår av trädgårdar som hört till kungsgården och kanske även till klostret. En bit från mangården ligger den äldre ladugården. En ny ladugård för köttdjur uppfördes 2004. Här finns plats för omkring 150 köttdjur som går på lösdrift. Gården drivs ekologiskt och man säljer nöt- och lammkött. Idag omfattar gårdens mark 285 hektar skog, 186 hektar åker, 81 hektar betesmark och 100 hektar övrig mark. Arrendator är Kungsberg gård.